# Stenotritus rufocollaris
Stenotritus rufocollaris är en biart som först beskrevs av Cockerell 1921.  Stenotritus rufocollaris ingår i släktet Stenotritus och familjen Stenotritidae. Inga underarter finns listade i Catalogue of Life.

## Bildgalleri

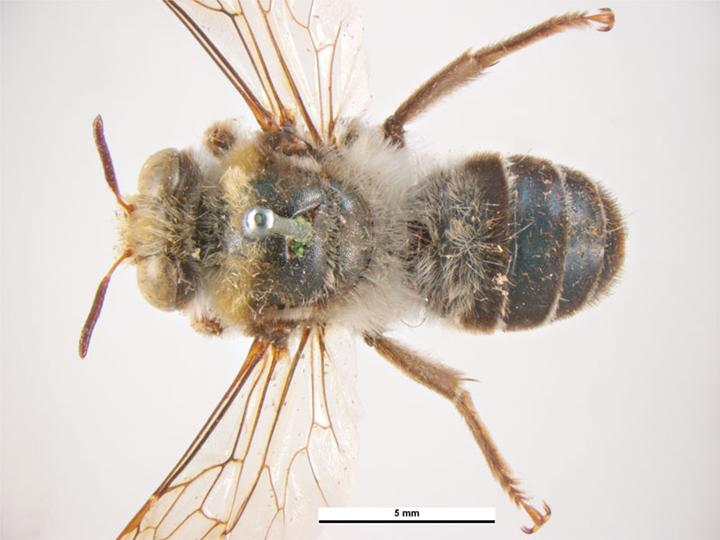
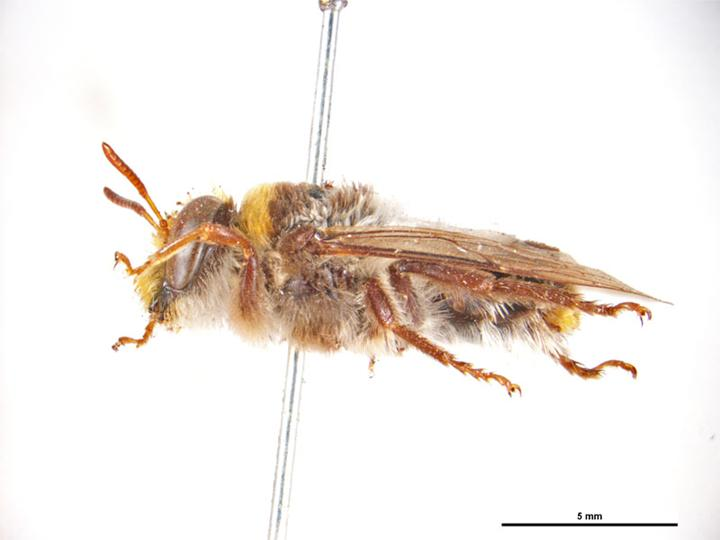